# Cinema manierista
"Manierisme" és un estil artístic que va aparèixer abans de l'arribada de l'estil barroc en la pintura. Es caracteritza per un distanciament de les idees de bellesa del període clàssic, basades en patrons fixes de proporcions, equilibri i harmonia compositius amb intencionalitats naturalistes etc. Com a conseqüència d'aquesta perfecció i proporcionalitat en les obres, la llibertat creativa i expressivitat dels seus artistes quedava molt limitada.
En el cinema el terme Manierisme es refereix a la manera de producció cinematogràfica que va aparèixer a Hollywood a partir dels anys 50 aproximadament i que, com bé indica la definició anterior, reaccionava i transgredia el classicisme en el seu moment de crisi. La fase manierista del cinema americà combina la crisi del classicisme i les primeres mostres de modernitat.
Aquesta clara transgressió del Manierisme a les idees clàssiques, es va reflectir en molts aspectes: Debilitant la figura de l'heroi, dificultats i complicacions narratives amb continguts de problemes morals, decorats i efectes visuals surrealistes, ús de plans subjectius etc.

## Inicis
Des del 1895, la indústria de Hollywood va anar evolucionant i es va convertir en el que es coneix com a cinema clàssic. Però, en el 1947, als Estats Units, degut a l'inici de la Guerra Freda, les persones adinerades van començar a anar en contra les pel·lícules on és reflectia la idea que els pobres es mereixien més poder, ja que creien que això era comunisme. A més a més, la nova tecnologia va permetre la producció en sèrie de televisions i la seva compra. Cosa que va fer que la gent deixes d’anar al cinema i la indústria de Hollywood va perdre importància. Així que, per intentar tornar al prestigi que tenia el cinema del passat, es va començar a incentivar un altre tipus de pel·lícules amb característiques diferents. L'espectador clàssic s'havia perdut i ara només quedava l’opció de cridar l’atenció al nou públic. En el 1950 va aparèixer un estil de producció cinematogràfica que va destacar per combinar les tècniques del cinema clàssic amb les primeres mostres de modernitat. Aquest estil es coneix com a Manierisme.
S'observen, al llarg dels anys clàssics de Hollywood, trets oposats al classicisme, és a dir, manieristes, en obres tan anteriors com la de La patrulla perdida, de John Ford, del 1934 o Fúria, de Fritz Lang, del 1939. El manierisme cinematogràfic nord-americà va constituir, doncs, una línia cinematogràfica gairebé silenciosa que es pot percebre ja al llarg dels anys quaranta a través d'una sèrie de cineastes procedents d'Europa: Orson Wells, Billy Wilder, Fritz Lang, Alfred Hitchcok, Douglas Sirk etc; cineastes procedents d'un entorn cultural allunyat del sistema clàssic - el configurat per les avantguardes històriques europees - i que en el seus inicis es van veure obligats a adoptar als usos dominants de la cinematografia que els va acollir (Hollywood Clàssic).
L'arribada d'aquest nou corrent es va veure clara amb obres com la Dama de Shangai, d'Orson Welles, Duelo al sol, de King Vidor o Johnny Guitar, de Nicholas Ray, totes elles produïdes entre finals dels anys 40 i 50.
En els inicis d'aquest moviment, els autors i cineastes no consideraven que es tractés d'una ruptura de les formes clàssiques, sinó més aviat un distanciament més aviat sútil, que es va anar agreujant fins a trencar completament amb el Classicisme.

## Característiques
- El tret més important en el que es pot observar aquest llarg distanciament entre l'estil Clàssic i el Manierista, és en la figura de l'Heroi. Aquest personatge, sempre present d'alguna manera o altre en els relats clàssics, tenia una personalitat forta i decidida, i el seu recorregut narratiu s'acostumava a basar en la salvació d'altre personatges i la dificultat que aquesta suposava, sempre aconseguint una victòria. En el cas del cinema Manierista aquest personatge clàssic tan idealitzat es converteix en un personatge ple de dubtes i confusions, contradictori i amb una moral més aviat dèbil, canvi que fa ser gairebé una paròdia de l'anterior.
- Les històries tracten sobre temes molt més ambigus i complicats en els que es planteja una qüestió moral de difícil solució (tècnica per atrapar i involucrar a l'espectador). En aquest tipus de cinema, obté molta importància el món psicològic de cada personatge (incloent els espectador), aquests, ja no es defineixen per els seus actes, sinó per la confusió de les seves motivacions.[2]
- Es fa un ús constant dels plans subjectius i les veus en off dels protagonistes de la història. Els espectadors des de l'inici coneixen la història únicament de la mà dels personatges, qüestió que li crea més suspens.
- Pel que fa al tractament narratiu, s'abandona l'ordre natural (forçat per els cineastes clàssics per no crear cap confusió), i es comença a barrejar fets i escenes dels personatges del passat, present i futur (ex; flashbacks), per tal de crear confusió i suspens del que realment està passant a l'espectador.
- Es potencia també l'ús de decorats surrealistes i molt elaborats, i als jocs de llums i ombres per tal de captivar a l'espectador. Aquestes noves produccions s'anomenen "Superproduccions", en les quals les escenografies adquireixen tal protagonisme que difumina el relat.

## Cineastes
1. John Ford. (ex: Centuares del desert). Aquest cineasta va tenir un recorregut cinematogràfic principalment clàssic, tot i que en algunes d'aquestes pel·lícules s'hi podien observar trets molt llunyans als denominats com a clàssics, fins que finalment s'hi distancia completament i produeix també cinema crepuscular.
2. Orson Welles. Va ser aprenent de John Ford i feia còpies de les seves pel·lícules. El film d'aquest cineasta del 1941; Ciutadà Kane, té gran controvèrsia sobre a quin estil cinematogràfic pertany, i tot i que segons molts criteris es considerada una de les pel·lícules més representativa del model clàssic, té molts aspectes al llarg de la producció que es poden interpretar com a manieristes. Posteriorment, va produir La dama de Xangai, que sí que és clarament manierista.
3. Nicholas Ray. Aquest cineasta va ser un clar exemple de cineasta Manierista amb films com Johnny Guitar, In a Lonely place o Chicago años 30.[3]
4. Stanley Donen. Amb el famós musical Cantant sota la pluja, del 1952.
5. King Vidor. Amb el melodrama del 1947 anomenat Duel in the Sun.
6. Douglas Sirk.
7. Jerry Lewis. Va fer la pel·lícula anomenada The Errand Boy, del 1961, que s'introduïa immensament en el món de la producció de Hollywood i transgredia totalment el cinema clàssic fins a parodiar-lo.
8. Vincente Minnelli. Que va produir amb el gènere musical amb un estil completament manierista. (ex; Un Americà a París, 1961).
9. Fritz Lang. Cineasta Alemany que va basar la primera part de la seva vida cinematogràfica en l'expressionisme alemany i que posteriorment, a Hollywood, va utilitzar l'estil manierista en la producció de pel·lícules com Fúria, del 1936 i Més enllà del dubte, del 1956.
10. Ida Lupino. Va crear produccions de temàtiques psicològiques enfocades amb estil manierista com El Bígamo i Never fear.